# Джонсон, Мартин
Мартин Осборн Джонсон CBE (англ. Martin Osborne Johnson, род. 9 марта 1970 года) — английский регбист и регбийный тренер, чемпион мира 2003 года, командор Ордена Британской империи. В течение всей игровой карьеры представлял клуб «Лестер Тайгерс», где, как и в сборной, являлся капитаном. Мартин Осборн считается одним из величайших игроков своей позиции в истории. Трижды Джонсон попадал в состав международной команды «Британские и ирландские львы». Регбист первым удостоился чести быть капитаном «Львов» сразу в двух зарубежных турне. Будучи лидером «Лестера», уроженец Солихалла приводил команду к победам как на европейской арене, так и в домашнем первенстве — в период выступлений Джонсона «тигры» шести раз становились чемпионами Англии. С 1 июля 2008 года по ноябрь 2011 года бывший спортсмен возглавлял национальную команду.

## Карьера игрока

### Начало
Джонсон стал вторым из трёх братьев в семье — его младший брат, Уилл Джонсон играет форварда задней линии. Когда Мартину Осборну было семь лет, семья переехала в город Маркет-Харборо в графстве Лестершир. Там Джонсон посещал школы Ridgeway Primary School, Welland Park School и Robert Smyth School.
Спортсмен недолго играл в американский футбол за клуб «Лестер Пантерс». В 1989 году он был приглашён бывшим игроком «Олл Блэкс» Колином Медсом посоревноваться в Новой Зеландии, представляя команду «Кинг Каунти». Испытательный срок новоиспечённый регбист прошёл успешно, и в 1990 году был вызван в молодёжную сборную Новой Зеландии (до 21 года). Новозеландская молодёжь с Джонсоном в составе провела турне в Австралии. Среди соперников новозеландцев была команда, в которой выступал другой великий лок, Джон Илс.

### «Лестер»

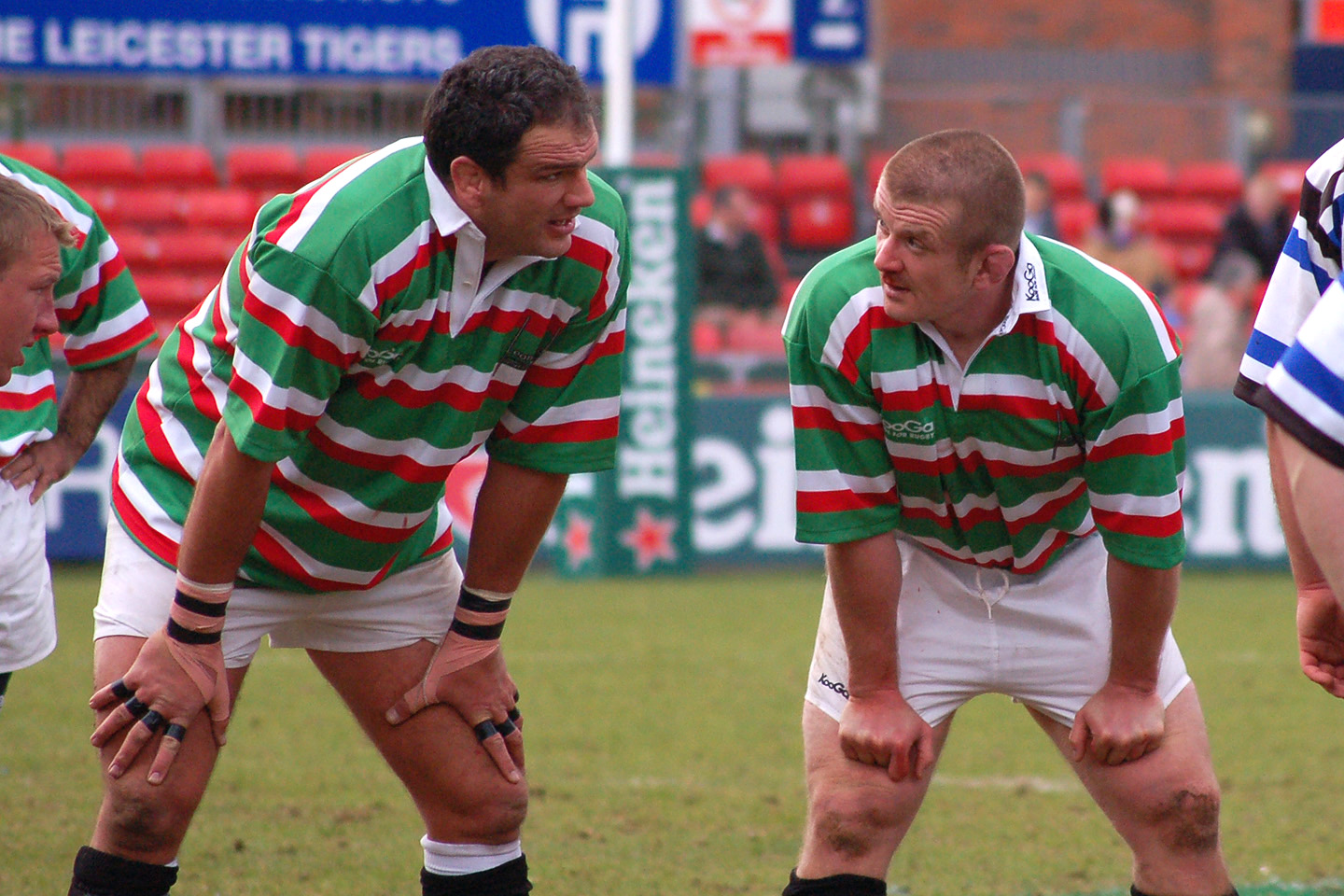
Мартин Джонсон и Грэм Раунтри.

С 1989 года спортсмен защищал цвета клуба английской Премьер-лиги «Лестер Тайгерс». В 1997 году, после ухода капитана Дина Ричардса, Джонсон был избран новым лидером «тигров». Тот год стал для команды весьма успешным: лестерширцы выиграли Англо-валлийский кубок и дошли до финала кубка Хейнекен. В январе 2004 года Мартин Осборн завершил международную карьеру, однако продолжал играть за «Лестер» до 2005 года. При капитане Джонсоне команда четырежды выигрывала Премьер-лигу и два раза завоёвывала кубок Хейнекен.

### Международные выступления
Джонсон дебютировал в сборной Англии в январе 1993 года, когда красно-белые встречались с французами. Изначально планировалось, что спортсмен сыграть в другом матче, однако травма Уэйда Дули вынудила тренерский штаб англичан в срочном порядке вызвать Джонсона. Игрок даже не получил должной подготовки перед встречей, проведя перед стартовым свистком всего несколько мгновений на разминке. В начале матча Мартин Осборн столкнулся с пропом французов Лораном Сейнем. При этом сумел оправиться, провёл остаток игры на высоком уровне и праздновал победу вместе со всей сборной — 16:15. Когда англичане стали обладателями Большого шлема в 1995 году, Джонсон уже был неотъемлемой частью национальной команды. Ещё одним примечательным событием карьеры игрока стал вызов в состав «Британских и ирландских львов» в 1993 году. Интересно, что попадание Джонсона в состав было также обусловлено необходимостью срочной замены. В результате англичанин провёл за общую британскую команду 2 тестовых матча. Когда главным тренером сборной Англии стал Клайв Вудворд, он назначил капитаном Лоуренса Даллаглио. Однако в 1999 году капитанская повязка перешла Джонсону, так как Даллаглио был вовлечён в скандал интимного характера, освещённый изданием News of the World. Под предводительством Вудворда тактический рисунок англичан изменился: если раньше регбисты играли преимущественно в атакующем стиле, то теперь ответственность за результат возлагалась в равной степени на каждого из пятнадцати регбистов.
Южноафриканское турне «Британских и ирландских львов» в 1997 году стало для Джонсона вторым, на этот раз он был избран капитаном команды. Британцы убедительно выиграли в первом тестовом матче, Нил Дженкинс реализовал пять пенальти, а Мэтт Доусон и Алан Тейн стали авторами попыток. Во втором матче хозяева, «Спрингбокс», занесли три попытки, но Дженкинс снова крайне удачно использовал свои возможности, а Джерри Гаскотт установил окончательный счёт — 18:15 в пользу британцев. В третьей игре гости уступили (16:35), но это не помешало им стать победителями в серии. Турне стало успешным для лидеров команды: менеджера Фрэна Коттона, главного тренера Йена Макгикана, его ассистента Джима Телфера и, конечно, самого Джонсона. В 2001 году Джонсон снова играл за «Британских и ирландских львов». Выступление в качестве капитана сразу в двух турах общей британской сборной стало для того времени беспрецедентным событием. Несмотря на финансовый успех турне 2001 года в Австралию, британцы уступили в серии со счётом 1:2. В последующих турах (Новая Зеландия—2005 и ЮАР—2009), прошедших уже без участия Джонсона, «Львы» также терпели поражения.
Сезон 2003 года принёс англичанам Большой шлем Кубка шести наций, затем красно-белые отправились на тестовые матчи в Австралию и Новую Зеландию. «Уоллабис» британцы обыграли со счётом 20:17, Джонсон провёл тот матч на высоком уровне. Игру Мартина Осборна бывший капитан австралийцев Джон Илс прокомментировал как «одну из лучших в истории для нападающего—лока». Англичане стали чемпионами мира 2003 года, одержав победы над такими серьёзными соперниками, как ЮАР, Уэльс и Франция. В решающем матче красно-белые повторно победили австралийцев.

## Тренерская деятельность
В ноябре 2006 года стали появляться слухи о том, что тренер сборной Англии Энди Робинсон в скором времени будет уволен, а в числе его потенциальных преемников назывался и Джонсон. Через некоторое время Регбийный союз объявил о том, что новым наставником англичан станет Брайан Эштон.
Джонсон стал главным тренером национальной команды в апреле 2008 года. Первый матч у руля команды Джонсону удался: англичане обыграли международную сборную тихоокеанских островов со счётом 39:13. Затем британцы проиграли Австралии, ЮАР (6:42) и Новой Зеландии — последним англичане проиграли на «Туикенеме» (6:32).
В 2009 году сборная выиграла в четырёх матчах. Кубок шести наций принёс команде три победы (Италия, 36:11; Франция, 34:10; Шотландия 26:12) и два поражения (Ирландия, 13:14; Уэльс, 15:23). Команда заняла второе место в турнире, обойдя действовавших чемпионов — валлийцев. Кроме того, подопечные Джонсона стали лидерами европейского сезона по количеству очков и попыток.
Спустя год Англия боролась за победу в следующем розыгрыше. Англичане выиграли свои первые две встречи у Уэльса и Италии, затем проиграли ирландцам, матч против Шотландии завершился вничью. Последняя игра против Франции не принесла британцам успеха, и «синие» стали обладателями Большого шлема.
В сезона 2011 года обновлённая сборная стала лучшей командой Европы. Тем не менее, красно-белые упустили Большой шлем, проиграв в последней встрече ирландцам (8:24). 16 ноября того же года Джонсон покинул пост главного тренера национальной команды ввиду её неудачного выступления на кубке мира в Новой Зеландии.

## Награды
В 2004 году Джонсон стал командором Ордена Британской империи. Также спортсмен занял второе место в номинации BBC «Спортивный деятель года», пропустив вперёд Джонни Уилкинсона. Прощальный матч Джонсона прошёл на «Туикенеме» 4 июня 2005 года. Игра стала одним из главных мероприятий года, а в числе участников был и легендарный игрок «Олл Блэкс» Джона Лому, возобновивший карьеру после трансплантации почки. «Команда Джонсона» переиграла «команду Лому» со счётом 33:29. Все доходы от игры были направлены в благотворительные фонды, занимающиеся помощью детям и борьбой с раком.
24 октября 2011 года Джонсон стал резидентом Зала славы Международного совета регби вместе с другими капитанами и тренерами сборных, становившихся чемпионами мира с 1987 по 2007 годы (исключением стал Джон Илс, ранее уже введённый в Зал).

## Достижения

### Игрок
«Лестер Тайгерс»
- Премьер-лига: 1995, 19/99, 2000, 2001, 2002
- Кубок Хейнекен: 2001, 2002

Сборная Англии
- Кубок шести наций: 1995, 1996, 2000, 2001, 2003
- Большой шлем КШН: 1995, 2003
- Тройная корона КШН: 1995, 1996, 1997, 1998, 2002, 2003
- Чемпион мира: 2003

«Британские и ирландские львы»
- 1993, Новая Зеландия: 1993 (1:2)
- 1997, ЮАР: 1997 (2:1; капитан)
- 2001, Австралия: 2001 (1:2; капитан)

### Тренер
Сборная Англии
- Кубок шести наций: 2011